# ALL IN ONE
『ALL IN ONE』（オール・イン・ワン）は、DEAD END初のベストアルバム。1997年6月21日発売。

## 解説
『DEAD LINE』から『ZERO』のアルバム4作から、それぞれ2,3曲ずつ選曲され、そこにアルバム未収録のシングル等を加えたベストアルバムである。

## 批評
『CDジャーナル』は「特異なvoラインや詞はまさにカリスマという言葉がよく似合う。」と批評した。

## 収録曲
1. SPIDER IN THE BRAIN　（4:57）
『DEAD LINE』収録曲。
2. PERFUME OF VIOLENCE　（4:30）
『DEAD LINE』収録曲。
3. REPLICA　（6:40）
4. WORST SONG　（5:10）
5. DANCE MACABRE　（4:35）
『GHOST OF ROMANCE』収録曲。
6. THE RED MOON CALLS INSANITY　（5:04）
『GHOST OF ROMANCE』収録曲。
7. SONG OF A LUNATIC　（5:49）
『GHOST OF ROMANCE』収録曲。
8. EMBRYO BURNING　（4:33）
『shámbara』収録曲。
9. BLOOD MUSIC　（5:57）
『shámbara』収録曲。
10. I CAN HEAR THE RAIN　（5:06）
『shámbara』収録曲。
11. BLUE VICES　（4:52）
12. I WANT YOUR LOVE　（4:16）
『ZERO』収録曲。
13. SO SWEET SO LONELY　（5:11）
『ZERO』先行シングル。
14. SERAFINE　（5:41）
『ZERO』収録曲。
15. GOOD MORNING SATELLITE　（4:35）